# 宮平佳奈
宮平 佳奈（みやひら かな、1994年4月30日 - ）は、日本の女性ファッションモデル、タレント。沖縄県出身。元ライジングプロダクション所属。

## 略歴
沖縄地区限定のオーディション番組『沖縄んアイドル』（琉球放送）で第一期グランプリとなり、伊秩弘将プロデュースで歌手デビューする予定である（デビュー時期は現在未定）。また、雑誌『ラブベリー』を2009年9月号にて卒業。ラブベリー本誌の表紙登場回数は2回（2009年9月号現在）。

## 人物
- 兄弟は姉と弟。
- 血液型はO型だが、自分以外の家族は全員B型[2]。
- オーディション番組『沖縄んアイドル』に母が勝手に書類を送ったところ受かってしまった。母に「ごめんね、受かっちゃったから1回やってみな」と言われ、選考の結果グランプリとなった[2]。
- 小学校のころはブラスバンド部に入っていた[2]。
- これからの夢は 歌、モデル、女優などいろいろな分野に挑戦し、その中で1番やりたいと感じたことをやること[2]。
- 長所は負けず嫌い、短所は人見知り[2]。

## 出演

### 雑誌
- ラブベリー（- 2009年9月号、徳間書店）専属モデル